# Даниельссон, Йёста
Йёста Даниельссон (швед. Gösta Danielsson; 24 июня 1912 — 17 ноября 1978) — шведский шахматист.
В 1933 году поделил первое место на неофициальном чемпионате Швеции по шахматам в Лунде. Чемпион Швеции 1955 года.
В составе национальной сборной участник 4-х Олимпиад (1935—1939, 1952).

## Спортивные достижения
| Год  | Город        | Турнир        | +  | − | = | Результат | Место |
| ---- | ------------ | ------------- | -- | - | - | --------- | ----- |
| 1935 | Варшава      | 6-я Олимпиада | 12 | 1 | 6 | 15 из 19  | 2 2   |
| 1937 | Стокгольм    | 7-я Олимпиада | 12 | 2 | 4 | 14 из 18  | 1     |
| 1939 | Буэнос-Айрес | 8-я Олимпиада | 7  | 3 | 5 | 9½ из 15  |       |
| 1952 | Хельсинки    | 9-я Олимпиада | 1  | 2 | 3 | 2½ из 6   |       |